# Saison 2009 de l'équipe cycliste BBox Bouygues Telecom
La saison 2009 de l'équipe cycliste BBox Bouygues Telecom est la dixième de l'équipe. Elle participe en 2009 au ProTour.

## Préparation de la saison 2009

### Arrivées et départs
| Arrivées           | Équipe 2008        |
| ------------------ | ------------------ |
| Yukiya Arashiro    | Meitan Hompo-GDR   |
| William Bonnet     | Crédit agricole    |
| Franck Bouyer      |                    |
| Steve Chainel      | Auber 93           |
| Cyril Gautier      | Bretagne Armor Lux |
| Guillaume Le Floch | Bretagne Armor Lux |
| Pierre Rolland     | Crédit agricole    |

| Départs          | Équipe 2009           |
| ---------------- | --------------------- |
| Dimitri Champion | Bretagne-Schuller     |
| Stef Clement     | Rabobank              |
| Aurélien Clerc   | AG2R La Mondiale      |
| Nicolas Crosbie  | Cycles Poitevin       |
| Xavier Florencio | Cervélo Test          |
| Anthony Geslin   | La Française des Jeux |
| Jérôme Pineau    | Quick Step            |
| Erki Pütsep      | Club Bourgas          |
| Franck Renier    |                       |

## Coureurs et encadrement technique

### Effectif
| Effectif 2009                             | Effectif 2009     | Effectif 2009 | Effectif 2009                    |
| Cycliste                                  | Date de naissance | Pays          | Équipe précédente                |
| ----------------------------------------- | ----------------- | ------------- | -------------------------------- |
| Yukiya Arashiro                           | 22 septembre 1984 | Japon         | Meitan Hompo-GDR (2008)          |
| Julien Belgy                              | 6 mai 1983        | France        | Vendée U (2006)                  |
| Giovanni Bernaudeau                       | 25 août 1983      | France        | Vendée U-Pays de la Loire (2004) |
| Olivier Bonnaire                          | 2 mars 1983       | France        | Vendée U-Pays de la Loire (2004) |
| William Bonnet                            | 25 juin 1982      | France        | Crédit Agricole (2008)           |
| Franck Bouyer                             | 17 mars 1974      | France        | La Française des jeux (1999)     |
| Steve Chainel                             | 6 septembre 1983  | France        | Auber 93 (2008)                  |
| Mathieu Claude                            | 17 mars 1983      | France        | Vendée U-Pays de la Loire (2004) |
| Pierrick Fédrigo                          | 30 novembre 1978  | France        | Crédit Agricole (2004)           |
| Damien Gaudin                             | 20 août 1986      | France        | Vendée U (2007)                  |
| Cyril Gautier                             | 26 septembre 1987 | France        | Bretagne-Armor Lux (2008)        |
| Yohann Gène                               | 25 juin 1981      | France        | Vendée U-Pays de la Loire (2004) |
| Saïd Haddou                               | 23 novembre 1982  | France        | Auber 93 (2006)                  |
| Vincent Jérôme                            | 26 novembre 1984  | France        | Vendée U-Pays de la Loire (2005) |
| Arnaud Labbe                              | 3 novembre 1976   | France        | Auber 93 (2005)                  |
| Guillaume Le Floch                        | 16 février 1985   | France        | Bretagne-Armor Lux (2008)        |
| Laurent Lefèvre                           | 2 juillet 1976    | France        | Jean Delatour (2003)             |
| Rony Martias                              | 4 août 1980       | France        | Vendée U-Pays de la Loire (2003) |
| Alexandre Pichot                          | 6 janvier 1983    | France        | Vendée U-Pays de la Loire (2005) |
| Perrig Quéméneur                          | 26 avril 1984     | France        | Vendée U (2007)                  |
| Pierre Rolland                            | 10 octobre 1986   | France        | Crédit Agricole (2008)           |
| Evgueni Sokolov                           | 11 juin 1984      | Russie        | Vendée U (2007)                  |
| Matthieu Sprick                           | 29 septembre 1981 | France        | Vendée U-Pays de la Loire (2003) |
| Yury Trofimov                             | 26 janvier 1984   | Russie        | Moscow Stars (2007)              |
| Johann Tschopp                            | 1 juillet 1982    | Suisse        | Phonak Hearing Systems (2006)    |
| Sébastien Turgot                          | 11 avril 1984     | France        | Vendée U (2007)                  |
| Thomas Voeckler                           | 22 juin 1979      | France        | Vendée U-Pays de la Loire (2000) |
| Jérôme Cousin (1 août–31 déc., stagiaire) | 5 juin 1989       | France        | Vendée U (2009)                  |
| Julien Guay (1 août–31 déc., stagiaire)   | 9 octobre 1986    | France        | Vendée U (2009)                  |
| Tony Hurel (1 août–31 déc., stagiaire)    | 1 novembre 1987   | France        | Vendée U (2009)                  |
|                                           |                   |               |                                  |
| Source : ProCyclingStats                  |                   |               |                                  |

## Bilan de la saison

### Victoires

#### Sur route
| Date       | Course                                     | Pays     | Classe | Vainqueur        |
| ---------- | ------------------------------------------ | -------- | ------ | ---------------- |
| 14/01/2009 | 2e étape de la Tropicale Amissa Bongo      | Gabon    | 2.1    | Evgueni Sokolov  |
| 16/01/2009 | 4e étape de la Tropicale Amissa Bongo      | Gabon    | 2.1    | Johann Tschopp   |
| 08/02/2009 | Classement général de l'Étoile de Bessèges | France   | 2.1    | Thomas Voeckler  |
| 15/02/2009 | 7e étape du Tour de Langkawi               | Malaisie | 2.HC   | Yohann Gène      |
| 22/02/2009 | 2e étape du Tour du Haut-Var               | France   | 2.1    | Thomas Voeckler  |
| 22/02/2009 | Classement général du Tour du Haut-Var     | France   | 2.1    | Thomas Voeckler  |
| 07/04/2009 | 2e étape du Tour du Pays basque            | Espagne  | PT     | Yury Trofimov    |
| 19/04/2009 | Tro Bro Leon                               | France   | 1.1    | Saïd Haddou      |
| 03/05/2009 | Trophée des grimpeurs                      | France   | 1.1    | Thomas Voeckler  |
| 09/05/2009 | 5e étape des Quatre Jours de Dunkerque     | France   | 2.HC   | Pierrick Fédrigo |
| 12/06/2009 | 6e étape du Critérium du Dauphiné libéré   | France   | PT     | Pierrick Fédrigo |
| 08/07/2009 | 5e étape du Tour de France                 | France   | HIS    | Thomas Voeckler  |
| 12/07/2009 | 9e étape du Tour de France                 | France   | HIS    | Pierrick Fédrigo |

#### En cyclo-cross
| Date       | Course                        | Pays   | Classe | Vainqueur     |
| ---------- | ----------------------------- | ------ | ------ | ------------- |
| 13/12/2009 | Grand Prix Wetzikon, Wetzikon | Suisse | C2     | Steve Chainel |

### Résultats sur les courses majeures
Les tableaux suivants représentent les résultats de l'équipe dans les principales courses du calendrier international (les cinq classiques majeures et les trois grands tours). Pour chaque épreuve est indiqué le meilleur coureur de l'équipe, son classement ainsi que les accessits glanés par BBox Bouygues Telecom sur les courses de trois semaines.

#### Classiques
| Classique            | Milan-San Remo      | Tour des Flandres      | Paris-Roubaix       | Liège-Bastogne-Liège   | Tour de Lombardie    |
| -------------------- | ------------------- | ---------------------- | ------------------- | ---------------------- | -------------------- |
| Coureur (classement) | Steve Chainel (70e) | Alexandre Pichot (11e) | Damien Gaudin (24e) | Pierrick Fédrigo (36e) | Johann Tschopp (75e) |

#### Grands tours
| Grand tour           | Tour d'Italie         | Tour de France                                             | Tour d'Espagne         |
| -------------------- | --------------------- | ---------------------------------------------------------- | ---------------------- |
| Coureur (classement) | Matthieu Sprick (75e) | Pierre Rolland (20e)                                       | Olivier Bonnaire (48e) |
| Accessits            | -                     | 2 victoires d'étapes (Thomas Voeckler et Pierrick Fédrigo) | -                      |

### Classement UCI
L'équipe BBox Bouygues Telecom termine à la dix-neuvième place du Calendrier mondial avec 170 points. Ce total est obtenu par l'addition des points des cinq meilleurs coureurs de l'équipe au classement individuel que sont Pierrick Fédrigo, 51e avec 92 points, Thomas Voeckler, 105e avec 32 points, Yury Trofimov, 132e avec 18 points, William Bonnet, 133e avec 18 points, et Laurent Lefèvre, 168e avec 10 points.
| Rang | Coureur          | Points |
| ---- | ---------------- | ------ |
| 51   | Pierrick Fédrigo | 92     |
| 105  | Thomas Voeckler  | 32     |
| 132  | Yury Trofimov    | 18     |
| 133  | William Bonnet   | 18     |
| 168  | Laurent Lefèvre  | 10     |
| 240  | Yukiya Arashiro  | 2      |
| 257  | Steve Chainel    | 1      |